# Hideya Okamoto
Hideya Okamoto (岡本 英也 Okamoto Hideya?), född 18 maj 1987 i Osaka prefektur, är en japansk fotbollsspelare.
Okamoto började sin karriär 2006 i Gamba Osaka. Med Gamba Osaka vann han AFC Champions League 2008, japanska ligacupen 2007 och japanska cupen 2008. Efter Gamba Osaka spelade han för Avispa Fukuoka, Kashima Antlers, Albirex Niigata, Oita Trinita, Fagiano Okayama, Renofa Yamaguchi FC och AC Nagano Parceiro.